# Luminozitate

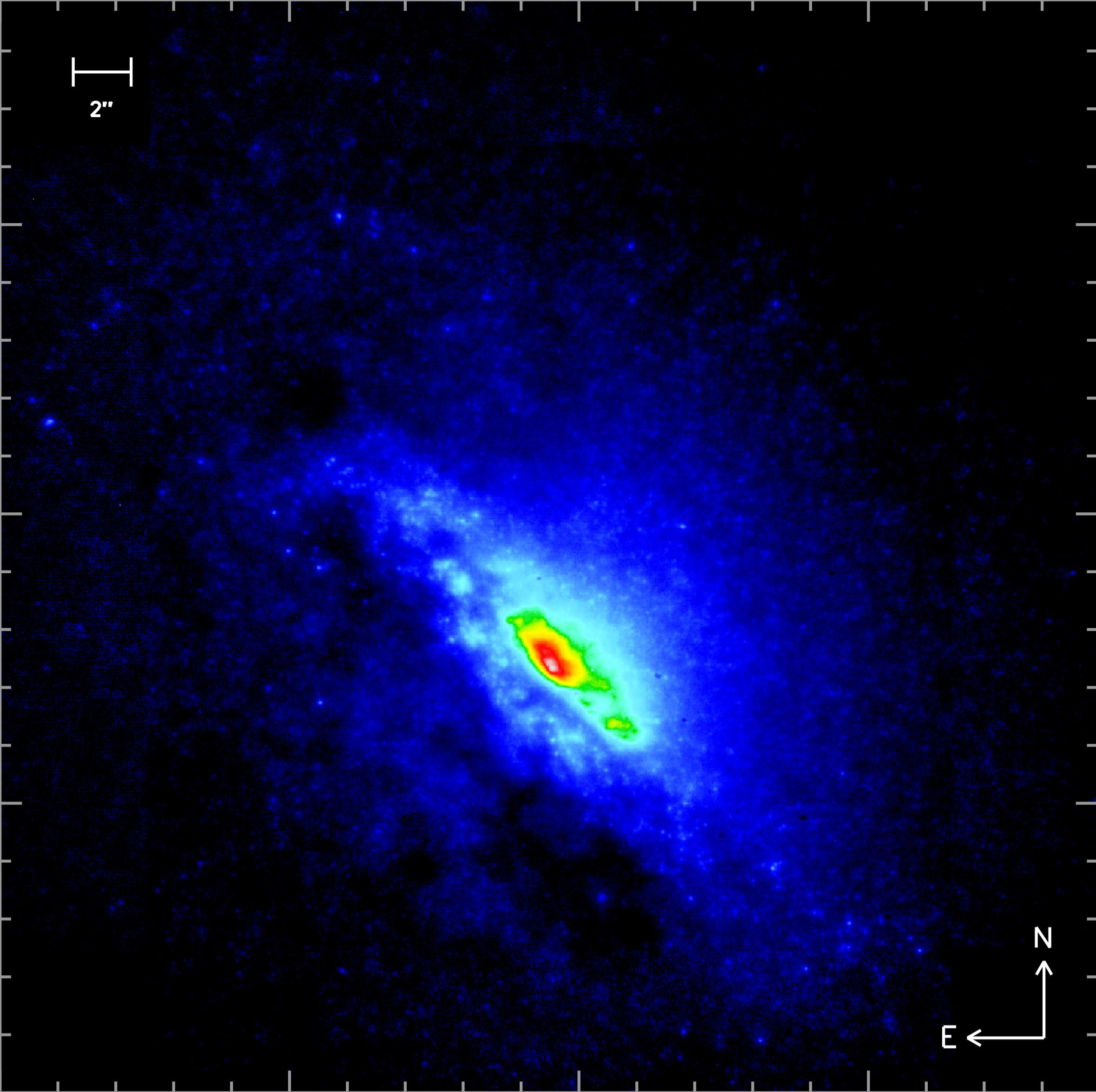
Imaginea galaxiei NGC 4945 arată luminozitatea mare a câteva aglomerări stelare în centru, sugerând câ în fiecare dintre acestea sunt de la 10 până la 100 de stele supergigante, în regiuni de doar câţiva parseci distanţă.

Luminozitatea este în general înțeleasă ca o măsură a strălucirii. Fiecare disciplină, cu toate acestea, definește termenul diferit în funcție de ceea ce se măsoară. Tot în sens genewral, luminozitatea este însușirea unui corp de a fi luminos. De asemenea, înseamnă însușirea unui loc, a unei incinte etc. de a fi luminoase.

## Luminozitatea terestră
Luminozitatea terestră este cantitatea de radiație solară ce cade pe o anumită suprafață terestră în decursul unei perioade de timp. Luminozitatea este cantitatea de radiație emisă de o stea sau un alt obiect cosmic ce cade pe o anumită suprafață a unui corp ceresc în decursul unei perioade de timp.

## Luminozitatea solară
Luminozitatea solară este unitatea de luminozitate folosită în mod convențional pentru exprimarea luminozității stelelor. Ea este egală cu luminozitatea Soarelui.

## Luminozitatea în optică
În optică, luminozitatea este o caracteristică a instrumentelor optice exprimată prin raportul dintre iluminarea imaginii unui obiect și strălucirea obiectului.